# Rönneter
Rönneter ist eine Honschaft (Ortsteil) im Stadtteil Venn, Stadtbezirk Nord von Mönchengladbach in Nordrhein-Westfalen.

## Geschichte
Die Geschichte der Honschaft reicht bis in das hohe Mittelalter zurück. Als Lehnsmann der Abtei Gladbach ist ein Heinrich von Rönneter bekannt (1183–1190).
Im Jahre 1813 schrieb der Bauer J. P. Herx von Paris an seine Angehörigen, dort schrieb er: „Wenn ich diesen barbarischen Krieg mit all seinen Greueln überstehe und heil nach Hause komme, stifte ich ein Kapellchen mit einem Kreuz in unserem Dorf“. Im selben Jahr kam er zurück und baute an dem Ort der heutigen Kapelle ein kleines Hellejehüske (Heiligenhäuschen) in Fachwerk-Bauart, das 1817 fertiggestellt wurde.
Als in Venn der Bau einer eigenen Kirche geplant wurde, regte sich Widerstand bei den Bewohnern von Rönneter und dem benachbarten Hamern. Sie lehnten das Vorhaben zunächst mit der Begründung ab, dass die Messe in Venn keinen gleichwertigen Ersatz für den Gottesdienst in ihrer bisherigen Pfarrkirche biete. Auch eine Zeitersparnis beim Kirchweg sei nicht zu erkennen – was tatsächlich zutraf. In Wahrheit spielten jedoch auch finanzielle Sorgen eine Rolle: Viele befürchteten höhere Kirchensteuerabgaben durch die Baukosten der neuen Kirche.
Der Streit entwickelte sich zu einem ernsten Konflikt, in den sich schließlich sogar der damalige Oberbürgermeister Rottländer einschaltete. Die Chroniken berichten von zahlreichen Protestbriefen, Mahnschreiben und auch Drohbriefen. Am Ende führte der anhaltende Druck dazu, dass sich Rönneter 1873 der neuen Kirchengemeinde Venn anschloss.
Das Heiligenhäuschen wurde später Kriegsgedächtnisstätte mit den Namen der Gefallenen und Vermissten des Ersten und Zweiten Weltkriegs auf Gedenktafeln. Die Gemeinde hatte einen großen Zusammenhalt, so wurde im Todesfall eines Bürger eine Totenfahne aufgehängt um die Trauer und Verbundenheit mit dem Verstorbenen zu zeigen. 1884 wurde die Bruderschaft Rönneter e. V. gegründet.
1949 wurde durch die Grundsteinlegung von Pfarrer Wilhelm Müller der Neubau der Kapelle Rönneter begonnen. Für die Planung und Durchführung wurden Willi Kamphausen, Jakob Hanen, Willi Zefels, Josef Lenzen, Konrad Gielen und Landwirt Peter Lowis beauftragt. 1995 wurde das Dach mit einem Schieferdach neu eingedeckt. Die Kapelle ist heute noch, vom neu gedeckten Dach abgesehen, im Originalzustand. Die Form der Kapelle ist ein polygoner Backsteinbau mit einem Kreuz auf dem Dach. Drei bogenförmige Öffnungen ermöglichen den Blick auf eine gemauerte Altarmensa mit einem Kreuz. Im Hintergrund sind die drei Platten mit den Gefallenen und Vermissten der beiden Weltkriege aufgestellt. Heute steht jedes Jahr zu Weihnachten ein Tannenbaum neben der Kapelle, der abends beleuchtet ist.
Der Ortsteil wird durch die 1927 errichtete Straße In der Duis geprägt. Noch bis Anfang der 1990er Jahre gab es in Rönneter Läden des täglichen Bedarfs. Diese konnten aber gegen die wachsenden Discounter und Großmarktkonzerne nicht standhalten.
Nach dem Zweiten Weltkrieg wurde mit der Planung und Umsetzung begonnen, aus dem Ortsteil Rönneter ein Wohnviertel für Familien mit Kindern am Stadtrand zu bauen. So entstanden der Spielplatz im Duisfeld und weitere Wohnhäuser. Mitte der 1980er wurde mit dem Ausbau des Bereichs Rönneter begonnen. Die Idee bestand darin, eine Straße zu bauen, die ringförmig durch Rönneter führt, den Rönneterring. Alle Straßen, die sich an diesem Ring berühren, sollten das Präfix Rönneter erhalten. Daraus entstanden die heutigen Straßennamen wie Rönneterberg und Rönneterheide. Diese Idee wurde allerdings Anfang 2005 verworfen und die Straße Rönneterring teilweise umbenannt.
Durch neue Häuserstellungen vergrößerte sich Rönneter. Auch die Kleingärten Rönneter sind Naherholungsgebiet für die Bürger Mönchengladbachs und der Umgebung.
In Rönneter wurde eine ehemalige Kaserne und Siedlung auf der Straße Rönneter in eine Sozialwohnungsanlage umgewandelt. In dieser Anlage wurden bis zum Frühjahr 2005 Sozialhilfeempfänger untergebracht. Im Jahr 2005 wurde die Anlage abgerissen, da sie für die Bewohner unzumutbar war.
Ebenfalls Mitte der 1980er-Jahre begann der Bau von zehn Häusern mit einer Holzverkleidung auf dem freien Feld. Von den Einwohnern wurden sie deswegen auch spöttisch die Holzhäuser genannt. Heutzutage haben bereits einige Hausbewohner die Holzverkleidung abgerissen und durch eine modernere Variante ersetzt.

## Feste
Bis Mitte der 1990er-Jahre feierte Rönneter das Wendehammerfest, bei dem sich an einem gesamten Wochenende die Bevölkerung am Wendehammer in Rönneter traf. In Rönneterberg gab es das Kirschbaumfest. Bei diesem trafen sich die Bürger aus der Umgebung, pflückten Kirschen und feierten. Nachdem der Kirschbaum gefällt wurde, fand das Fest nicht mehr statt. Jährlich finden außerdem das Schützenfest und das Turnierreiten auf dem Reiterhof in Rönneter statt.
2024 fand erstmalig das Kapellenfest an der Kapelle statt. Organisiert von der Schützengruppe Rönneter.

## Infrastruktur
Die in Ost-West-Richtung verlaufende B 230 trennt die beiden Ortsteile Rönneter und Venn. Sie ist die direkte Verbindung zwischen der A 61 und dem Mönchengladbacher Stadtzentrum. Von ihr gibt es zwei Auf- und Abfahrten von und nach Rönneter.
Die Spieler von Borussia Mönchengladbach haben bis zum Neubau des neuen Borussia-Parks in Rönneter trainiert. Heutzutage trainieren hier die örtliche Freiwillige Feuerwehr und viele weitere Vereine. Das neue Stadion war angeblich auch am Rönneter geplant, so sollte es auf dem Feld vor dem Ortsteil gebaut werden. Man entschied sich aber für den Bau im Nordpark. Anfang der 1990er Jahre eröffnete ein Sportpark am Rönneter.

## Belege
1. ↑  Andreas Gruhn: Wie das "Hellejehüske" entstand. RP Online, 31. Juli 2009, abgerufen am 10. August 2019.
2. ↑  Rönneter. St. Josef Bruderschaft Venn von 1884 e.V., abgerufen am 10. August 2019.
3. ↑  Andreas Gruhn: Am Ende von Rönneter. RP Online, 31. Juli 2009, abgerufen am 10. August 2019.